# 謝臣·馬田斯
謝臣·达尼·巴塔利亚·馬田斯（葡萄牙語：Gelson Dany Batalha Martins，葡萄牙語發音：[ˈʒɛɫson mɐɾˈtĩʃ]，1995年5月11日—），葡萄牙職業足球員，司職翼鋒，現效力於希臘足球超級聯賽球隊奧林比亞高斯。

## 球會生涯

### 士砵亭
馬田斯於佛得角普拉亞出生，其後移民至葡萄牙，並加入C.F.賓菲加和士砵亭的青年軍。2014年3月，他成為士砵亭B隊的成員，簽下一份直至2019年的合約，合約中設有4,500萬歐元的毀約金條款。對陣科英布拉聯足球會時所攻入的一球，受很多人稱讚，但時任士砵亭B隊的教練卻表示，馬田斯並非出任他擅長的翼鋒，會使他的生涯受影響。
2014年8月24日，馬田斯為士砵亭B隊首次上陣。他在聯賽對陣奧漢倫斯時後備入替，協助球隊作客以1比0勝出。12月21日，他在對陣維多利亞甘馬雷斯B隊時，攻入職業生涯首個入球，協助球隊以3比1勝出。
2015年夏天，馬田斯獲領隊佐治·謝蘇斯提升至一線隊，並於8月9日舉行的葡萄牙超級盃對陣賓菲加的賽事中，首次代表一線隊上陣。他於補時階段入替，協助球隊以1比0勝出，奪得冠軍。
2015年8月14日，馬田斯在對陣唐迪拉體育會時，第89分鐘後備入替，完成一線隊聯賽首戰。次年1月15日，他在對陣同一隻球隊時攻入一球。此入球為士砵亭在聯賽攻入的第五千球，最終球隊以2比2打平對手。

### 馬德里體育會
2018年7月18日，馬丁斯接受了馬德里競技的邀請。一周後，他在同意達成一項為期五年的協議後被宣佈為西班牙俱樂部的新球員。。

## 國家隊生涯
2014年，馬田斯曾代表葡萄牙 U19出戰，參加歐洲U-19足球錦標賽，他上陣全部賽事，最終葡萄牙隊得到亞軍席位。馬田斯亦曾參加2015年國際足協U-20世界盃，並在分組賽對陣塞內加爾 U20以及十六強對陣紐西蘭 U20時皆有入球，可是球隊於八強出局。
2016年9月，在對陣安道爾國家足球隊和法羅群島足球代表隊時，馬田斯獲葡萄牙國家足球隊徵召，有機會出陣2018年世界盃足球賽外圍賽。在對陣安道爾時，馬田斯首次代表國家隊上陣，於第72分鐘後備入替比比，葡萄牙最終以6比0大勝對手。

## 比賽風格
馬田斯原本在場上的位置為一名右翼鋒，他亦能出任左翼鋒的位置。在青年國家隊時，他在場上的位置為一名右閘。

## 生涯統計
截至2016年11月7日
| 球會      | 賽季        | 聯賽               | 聯賽 | 聯賽 | 足總盃 | 足總盃 | 聯賽盃 | 聯賽盃 | 歐洲賽事 | 歐洲賽事 | 總計 | 總計 |
| 球會      | 賽季        | 聯賽               | 出場 | 入球 | 出場   | 入球   | 出場   | 入球   | 出場     | 入球     | 出場 | 入球 |
| --------- | ----------- | ------------------ | ---- | ---- | ------ | ------ | ------ | ------ | -------- | -------- | ---- | ---- |
| 士砵亭B隊 | 2014–15賽季 | 葡萄牙足球甲級聯賽 | 40   | 6    | —      | —      | —      | —      | —        | —        | 40   | 6    |
| 士砵亭B隊 | 總計        | 總計               | 40   | 6    | 0      | 0      | 0      | 0      | 0        | 0        | 40   | 6    |
| 士砵亭    | 2014–15賽季 | 葡萄牙足球超級聯賽 | 0    | 0    | 0      | 0      | 2      | 0      | 0        | 0        | 2    | 0    |
| 士砵亭    | 2015–16賽季 | 葡萄牙足球超級聯賽 | 29   | 4    | 4      | 1      | 2      | 1      | 7        | 1        | 42   | 7    |
| 士砵亭    | 2016–17賽季 | 葡萄牙足球超級聯賽 | 10   | 2    | 0      | 0      | 0      | 0      | 4        | 0        | 7    | 2    |
| 士砵亭    | 總計        | 總計               | 75   | 12   | 4      | 1      | 4      | 1      | 7        | 1        | 90   | 15   |

## 榮譽
士砵亭
- 葡萄牙超級盃：2015年

 馬德里競技
- 歐洲超級盃: 2018冠軍

## 外部連結
- Soccerway資料庫：謝臣·馬田斯
- 謝臣·馬田斯於ForaDeJogo的個人資料
- 謝臣·馬田斯 – FIFA國際賽競賽紀錄 (存檔)